# Ярослав Поузар
Ярослав Поузар (чеськ. Jaroslav Pouzar; нар. 23 січня 1952, Чаков, Чеські Будейовиці, Південночеський край, Чехословаччина) — чехословацький хокеїст, лівий нападник.
Чемпіон світу 1976, 1977. Член зали слави чеського хокею (з 2009 року) та «Клубу хокейних снайперів» (349 голів).

## Клубна кар'єра
У чемпіонаті Чехословаччини грав за клуб «Мотор». За дванадцять сезонів провів 453 матчі та забив 276 голів. Віце-чемпіон країни 1981 року. Найкращий снайпер сезону 1977-78 — 42 закинуті шайби.
На драфті 1982 року, під загальним 83-м номером, його обирає клуб Національної хокейної ліги «Едмонтон Ойлерс». За чотири сезони (1982-85, 1986-87) провів у регулярному чемпіонаті 186 ігор, набрав 82 очка (34 голи і 48 результативних передач) та отримав 135 штрафних хвилин. На стадії плей-офф 29 матчів, 10 очок (6+4) та 26 хвилин штрафу. Володар Кубка Стенлі 1984, 1985, 1987.
З 1985 року грав у німецькій бундеслізі. Протягом трьох сезонів захищав кольори команди «Ізерлон». На початку 1988 року переходить до «Розенгайма». Вдалим для команди виявився сезон 1988-89. Клуб здобуває золоті нагороди, а Ярослав Поузар стає найкращим бомбардиром «Розенгайма» — 74 очка (30+44) в 47 іграх. У сезоні 1990-91 грав за «Аугсбург» (друга бундесліга). Наступного року завершив виступи у складі «Розенгайма».

## Виступи у збірній
У складі національної збірної був учасником двох Олімпіад (1976, 1980). 1976 року в Інсбруку здобув срібну нагороду. Найкращий снайпер турніру в Лейк-Плесіді — 9 закинутих шайб.
Брав участь у шести чемпіонатах світу та Європи (1975–1979, 1981, 1982). Чемпіон світу 1976, 1977; другий призер 1978, 1979, 1982; третій призер 1981. На чемпіонатах Європи — по дві золоті (1976, 1977), срібні (1978, 1979) та бронзові нагороди (1981, 1982). Фіналіст Кубка Канади 1976 та учасник півфіналу 1981 року (11 матчів, 3 голи).
На чемпіонатах світу та Олімпійських іграх провів 64 матчі (30 закинутих шайб), а всього у складі збірної Чехословаччини — 189 ігор (73 голи).

## Досягнення
| Нагороди                 | Команда           | Кіл. | Роки             |
| ------------------------ | ----------------- | ---- | ---------------- |
| Олімпійські ігри         |                   |      |                  |
| Срібло                   | Чехословаччина    | 1    | 1976             |
| Чемпіонат світу          |                   |      |                  |
| Золото                   | Чехословаччина    | 2    | 1976, 1977       |
| Срібло                   | Чехословаччина    | 3    | 1978, 1979, 1982 |
| Бронза                   | Чехословаччина    | 1    | 1981             |
| Кубок Канади             |                   |      |                  |
| Фіналіст                 | Чехословаччина    | 1    | 1976             |
| Півфінал                 | Чехословаччина    | 1    | 1981             |
| Чемпіонат Європи         |                   |      |                  |
| Золото                   | Чехословаччина    | 2    | 1976, 1977       |
| Срібло                   | Чехословаччина    | 2    | 1978, 1979       |
| Бронза                   | Чехословаччина    | 2    | 1981, 1982       |
| Кубок Стенлі             |                   |      |                  |
| Володар                  | «Едмонтон Ойлерс» | 3    | 1984, 1985, 1987 |
| Фіналіст                 | «Едмонтон Ойлерс» | 1    | 1983             |
| Чемпіонат Чехословаччини |                   |      |                  |
| Срібло                   | «Мотор»           | 1    | 1981             |
| Чемпіонат Німеччини      |                   |      |                  |
| Золото                   | «Розенгайм»       | 1    | 1989             |
| Срібло                   | «Розенгайм»       | 3    | 1988, 1990, 1992 |

## Статистика

### Клубні виступи
| Сезон         | Клуб                        | Ліга          | Регулярний сезон | Регулярний сезон | Регулярний сезон | Регулярний сезон | Регулярний сезон | Плей-оф | Плей-оф | Плей-оф | Плей-оф | Плей-оф |
| Сезон         | Клуб                        | Ліга          | І                | Г                | П                | О                | ШХ               | І       | Г       | П       | О       | ШХ      |
| ------------- | --------------------------- | ------------- | ---------------- | ---------------- | ---------------- | ---------------- | ---------------- | ------- | ------- | ------- | ------- | ------- |
| 1972–73       | «Мотор» (Чеські Будейовиці) | ЧСХЛ          | 40               | 23               | 6                | 29               | —                | —       | —       | —       | —       | —       |
| 1973–74       | «Мотор»                     | ЧСХЛ          | 40               | 25               | 8                | 33               | —                | —       | —       | —       | —       | —       |
| 1975–76       | «Мотор»                     | ЧСХЛ          | 30               | 14               | 7                | 21               | 38               | —       | —       | —       | —       | —       |
| 1976–77       | «Мотор»                     | ЧСХЛ          | 44               | 29               | 15               | 44               | —                | —       | —       | —       | —       | —       |
| 1977–78       | «Мотор»                     | ЧСХЛ          | 43               | 42               | 20               | 62               | —                | —       | —       | —       | —       | —       |
| 1978–79       | «Мотор»                     | ЧСХЛ          | 23               | 10               | 7                | 17               | 38               | 15      | 10      | 4       | 14      | —       |
| 1979–80       | «Мотор»                     | ЧСХЛ          | 44               | 39               | 23               | 62               | 48               | 23      | 10      | 10      | 20      | 31      |
| 1980–81       | «Мотор»                     | ЧСХЛ          | 42               | 29               | 23               | 52               | 45               | 28      | 8       | 5       | 13      | —       |
| 1981–82       | «Мотор»                     | ЧСХЛ          | 34               | 19               | 17               | 36               | 32               | —       | —       | —       | —       | —       |
| 1982–83       | «Едмонтон Ойлерс»           | НХЛ           | 74               | 15               | 18               | 33               | 57               | 1       | 2       | 0       | 2       | 0       |
| 1983–84       | «Едмонтон Ойлерс»           | НХЛ           | 67               | 13               | 19               | 32               | 44               | 14      | 1       | 2       | 3       | 12      |
| 1984–85       | «Едмонтон Ойлерс»           | НХЛ           | 33               | 4                | 8                | 12               | 28               | 9       | 2       | 1       | 3       | 2       |
| 1985–86       | «Ізерлон»                   | ДХЛ           | 36               | 17               | 26               | 43               | 39               | 8       | 3       | 5       | 8       | —       |
| 1986–87       | «Ізерлон»                   | ДХЛ           | 35               | 29               | 32               | 61               | 30               | 3       | 3       | 6       | 9       | —       |
| 1986–87       | «Едмонтон Ойлерс»           | НХЛ           | 12               | 2                | 3                | 5                | 6                | 5       | 1       | 1       | 2       | 2       |
| 1987–88       | «Ізерлон»                   | ДХЛ           | 26               | 16               | 18               | 34               | 15               | —       | —       | —       | —       | —       |
| 1987–88       | «Розенгайм»                 | ДХЛ           | 7                | 3                | 7                | 10               | 14               | 5       | 1       | 4       | 5       | 0       |
| 1988–89       | «Розенгайм»                 | ДХЛ           | 36               | 20               | 34               | 54               | 26               | 11      | 10      | 10      | 20      | 22      |
| 1989–90       | «Розенгайм»                 | ДХЛ           | 35               | 9                | 31               | 40               | 32               | 11      | 2       | 7       | 9       | 28      |
| 1990–91       | «Аугсбургер»                | ДХЛ-2         | 33               | 17               | 46               | 63               | 26               | 18      | 18      | 16      | 34      | 16      |
| 1991–92       | «Розенгайм»                 | ДХЛ           | 5                | 1                | 2                | 3                | 4                | —       | —       | —       | —       | —       |
| Усього в ДХЛ  | Усього в ДХЛ                | Усього в ДХЛ  | 175              | 94               | 148              | 242              | 156              | 38      | 19      | 32      | 51      | 50      |
| Усього в НХЛ  | Усього в НХЛ                | Усього в НХЛ  | 186              | 34               | 48               | 82               | 135              | 29      | 6       | 4       | 10      | 16      |
| Усього в ЧСХЛ | Усього в ЧСХЛ               | Усього в ЧСХЛ | 340              | 230              | 126              | 356              | 201              | 66      | 28      | 19      | 47      | —       |

### Збірна
| Рік                | Команда            | Турнір             | І  | Г  | П  | О  | ШХ |
| ------------------ | ------------------ | ------------------ | -- | -- | -- | -- | -- |
| 1976               | Чехословаччина     | ОІ                 | 5  | 1  | 1  | 2  | 2  |
| 1976               | Чехословаччина     | ЧС                 | 8  | 2  | 3  | 5  | 0  |
| 1976               | Чехословаччина     | КК                 | 5  | 2  | 0  | 2  | 4  |
| 1977               | Чехословаччина     | ЧС                 | 10 | 4  | 4  | 8  | 14 |
| 1978               | Чехословаччина     | ЧС                 | 10 | 7  | 1  | 8  | 4  |
| 1979               | Чехословаччина     | ЧС                 | 8  | 4  | 3  | 7  | 6  |
| 1980               | Чехословаччина     | ОІ                 | 6  | 8  | 5  | 13 | 8  |
| 1981               | Чехословаччина     | ЧС                 | 7  | 1  | 1  | 2  | 2  |
| 1981               | Чехословаччина     | КК                 | 6  | 1  | 1  | 2  | 4  |
| 1982               | Чехословаччина     | ЧС                 | 10 | 3  | 1  | 4  | 6  |
| Національна збірна | Національна збірна | Національна збірна | 75 | 33 | 20 | 53 | 50 |